# Дев'ятисил колючколистий
Дев'ятисил колючколистий (Carlina acanthifolia) — вид рослин з родини айстрових (Asteraceae), поширений у Європі від Франції до України.

## Опис
Дворічна безстебельна рослина. Великі розеткові листки, прикладені до землі запушені, білуваті з обох боків, особливо знизу, довгасті, широко вищі, колючі, перисто-подібні. Дуже велика квіткова голова (діаметром 10–15 см), сидить у центрі розетки.

## Поширення
Поширений у Європі від Франції до України; натуралізований у Німеччині.